# 鶴瀬村 (埼玉県)
鶴瀬村（つるせむら）は、埼玉県入間郡に存在した村である。

## 地理
- 現在の富士見市西部にあたる。東武東上線の鶴瀬駅を中心とした地域で、現在の富士見市の中心的地域となる所にある。現在ではふじみ野東にふじみ野駅がある。
- 現在の鶴馬、勝瀬、ふじみ野東、ふじみ野西、鶴瀬西、鶴瀬東、関沢、上沢、羽沢、諏訪、山室、渡戸がほぼ旧・鶴瀬村の村域にあたる。
- 河川：新河岸川、砂川堀

## 沿革
- 1889年（明治22年）4月1日 - 町村制施行に伴い、鶴馬村・勝瀬村が合併し、入間郡鶴瀬村が成立する。旧村は鶴瀬村の大字となる。村名は、鶴馬と勝瀬の名を合成したことによる[1]。
- 1914年（大正3年）5月1日 - 東上鉄道（現・東武東上本線）が開通し、大字鶴馬[1]（現、鶴瀬東一丁目）に鶴瀬駅が開業する。
- 1945年（昭和20年）4月 - 空襲を受け、村内最後の水車が破壊される等の被害が出る[2]。
- 1956年（昭和31年）9月30日 - 入間郡南畑村・北足立郡水谷村と合併し、入間郡富士見村となる[3][1]。鶴瀬村消滅。大字は富士見村に継承された。